# Abacetus ceylanoides
Abacetus ceylanoides là một loài bọ chân chạy thuộc phân họ Pterostichinae. Loài này được tìm thấy ở Indonesia.